# Tabernacolo dei Teri
Il tabernacolo dei Teri è stato un'edicola votiva del centro storico di Firenze, situato in via degli Zuffanelli (odierna via del Campidoglio)  all'angolo con via delle Stelle (via dei Pescioni). Fu demolito verso il 1890 nell'ambito dei lavori del Risanamento del Mercato Vecchio.

## Storia e descrizione
La via dei Zuffanelli fu detta anche dei Teri, dal nome della famiglia che aveva qui la maggior parte dei possedimenti, era detta anche della Vergine Maria dei Teri per questo venerato tabernacolo, che si trovava dirimpetto alla più importante casa dei Teri all'angolo con la via oggi detta dei Pescioni.
Esso era composto da una grande cornice centinata a tutto sesto contenente un affresco della Madonna col Bambino e santi, di cui si vedeva dalla strada, al tempo delle ultime fotografie, solo la parte centrale, tramite uno sportello riccamente intagliato, dorato e recante lo stemma dei Teri del Lion Bianco (Di rosso, al castello turrito di tre pezzi d'oro o d'argento). Esso era stato dipinto nel Trecento forse da Taddeo Gaddi e ampliato con le figure laterali dei santi Nicola e Michele nel Quattrocento, da Sebastiano Mainardi. Guido Carocci infatti ne vide solo la Madonna col Bambino, ignorando la restante parte. 
Sotto si trovava un inginocchiatoio con un semplice dossale in pietra serena, sormontato dall'unica decorazione di un monte a tre cime con una croce, simbolo del Calvario. Dopo la demolizione dell'edificio a cui si appoggiava, verso il 1895, i pezzi del tabernacolo vennero ricoverati nei depositi del Museo di San Marco, ma successivamente presero strade diverse: l'inginocchiatoio venne rimontato lungo il corridoio della Foresteria, il dipinto rimase nei depositi, lo sportello e la tettoia di protezione andarono perduti, e la cornice di pietra venne rimontata nel 1955 su un edificio tra via Vittorio Emanuele II e via del Palazzo Bruciato in zona Montughi, presso l'attuale fermata Poggetto della tranvia T1.
Alla base della cornice è presente una lapide originale, dove tra due rose con stelo si legge: «Regina / Advocata Nostra / Ora pro nobis».

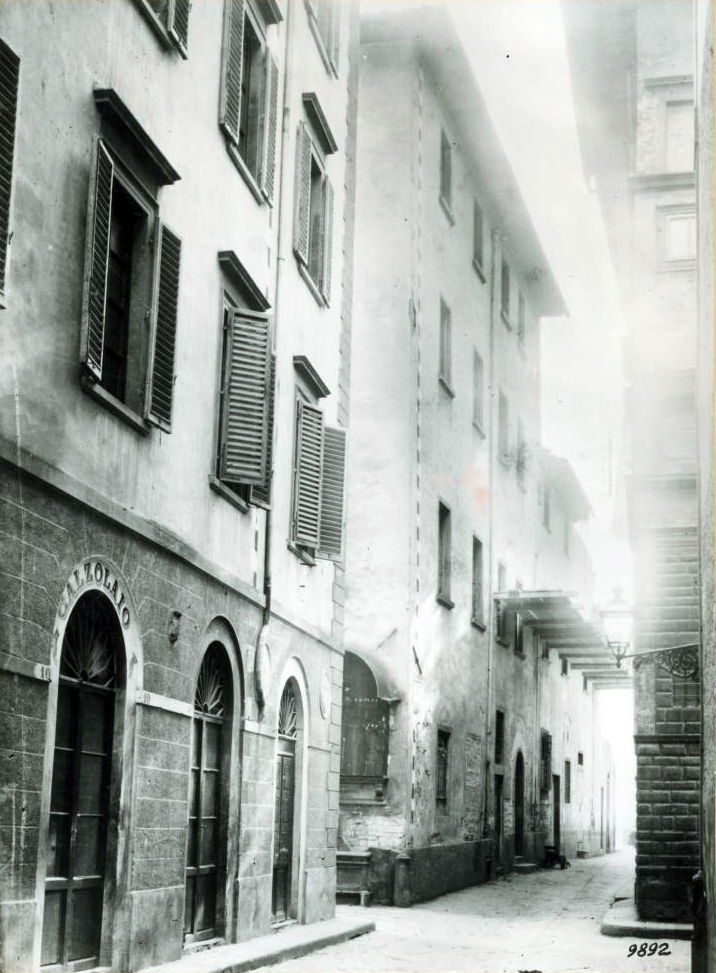
Via dei Pescioni all'incrocio con via degli Zuffanelli: vi si intravede il tabernacolo dei Teri
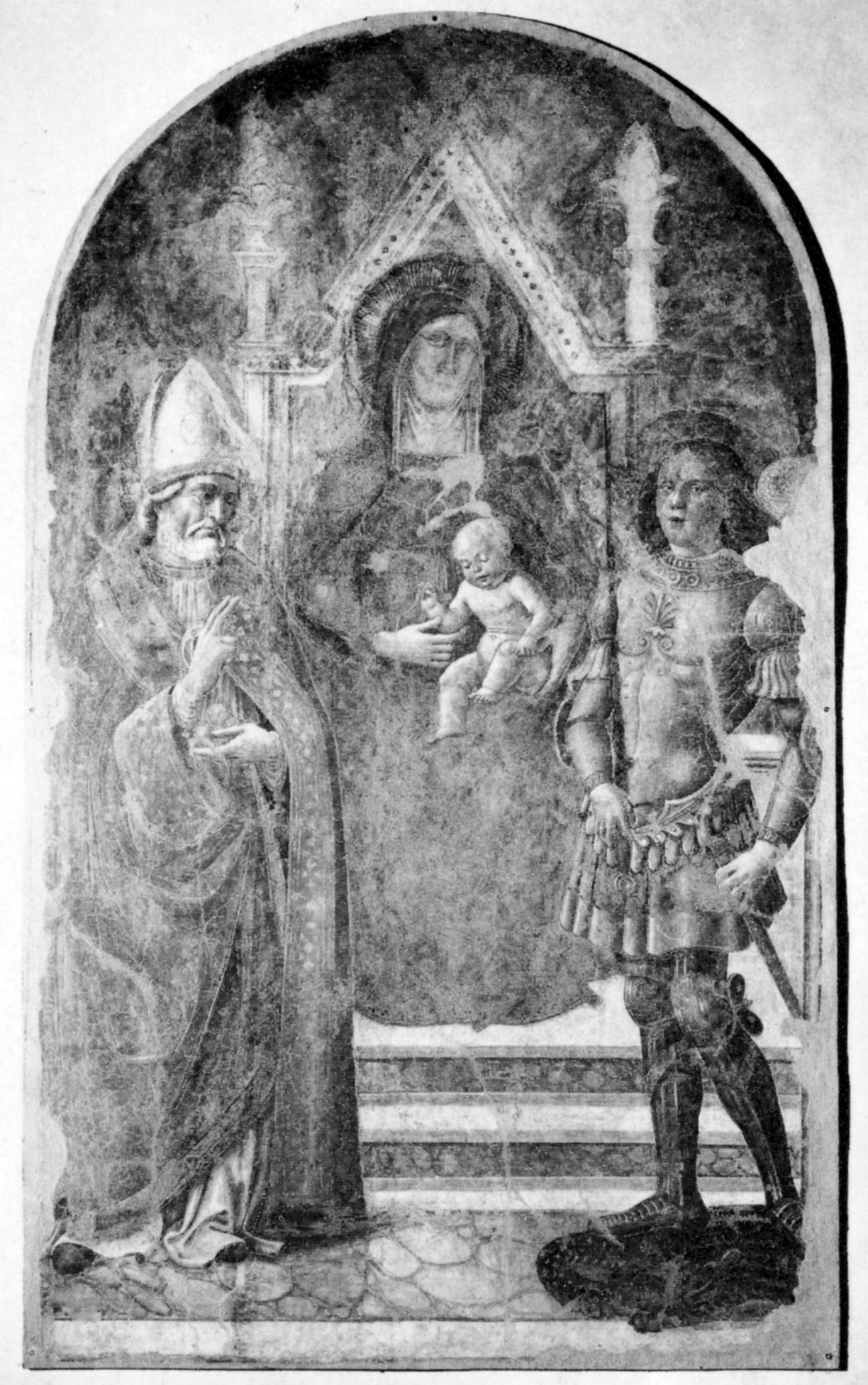
L'affresco
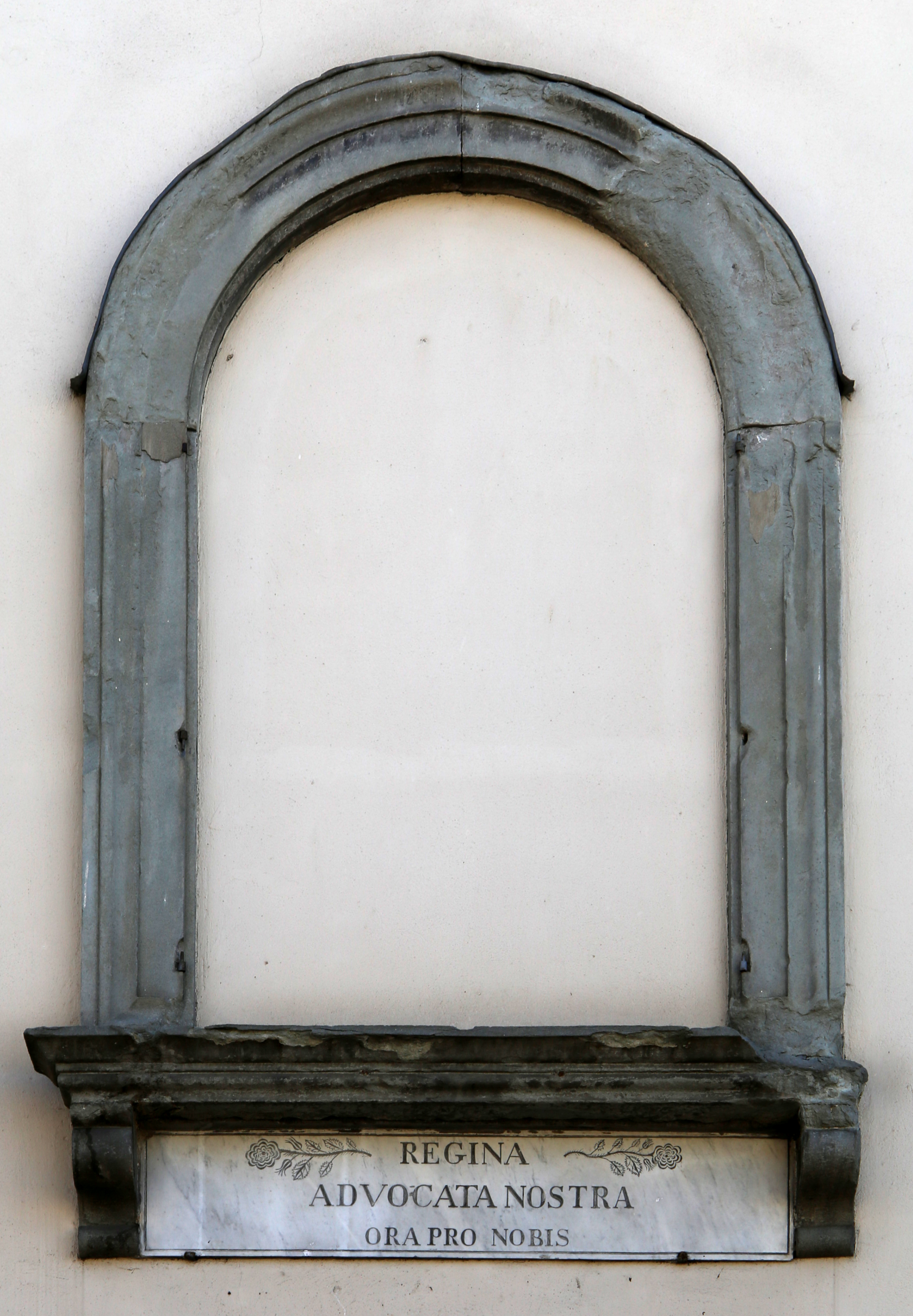
La cornice in zona Poggetto
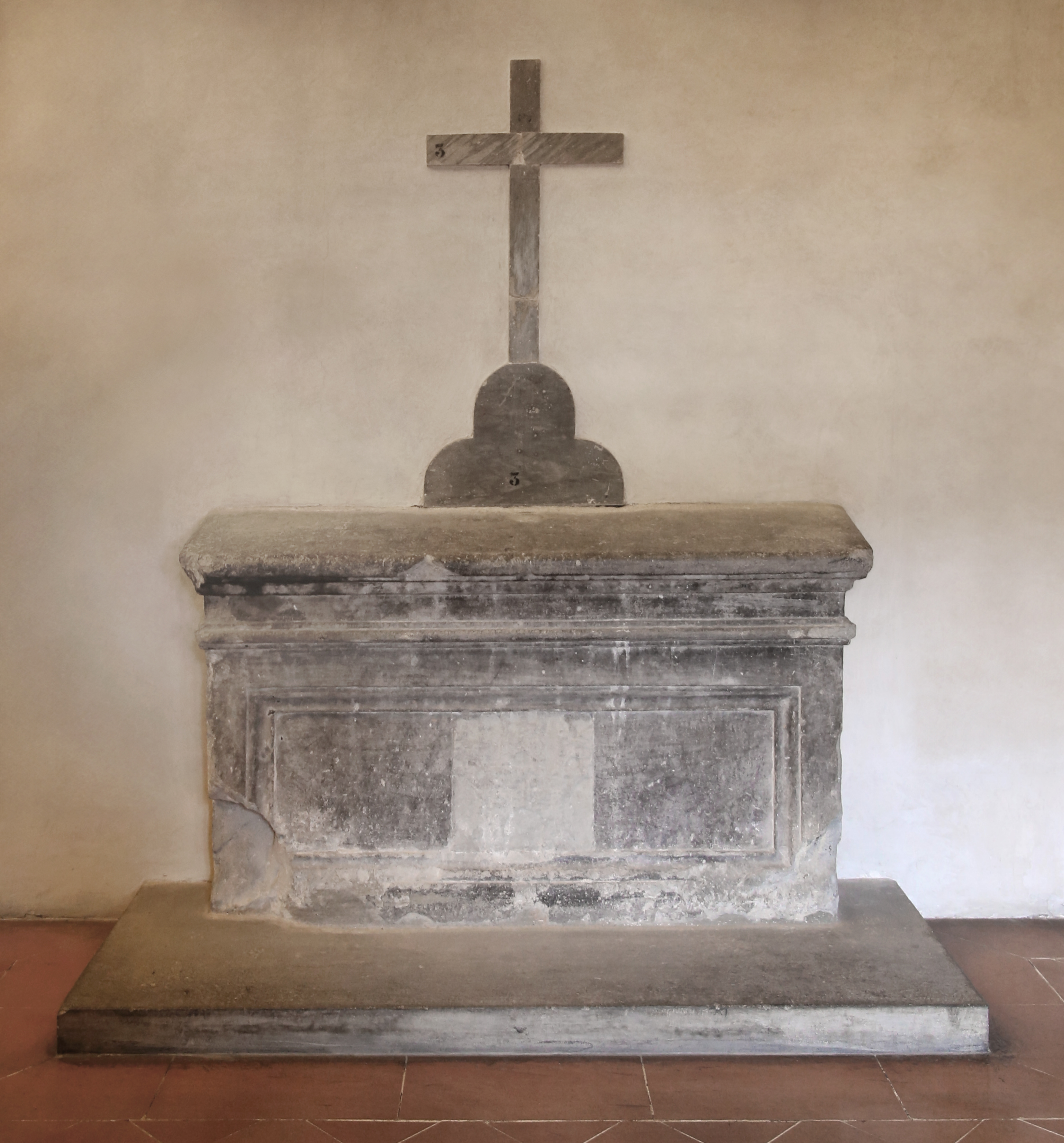
Il dossale e inginocchiatoio